# Marie Ellenrieder

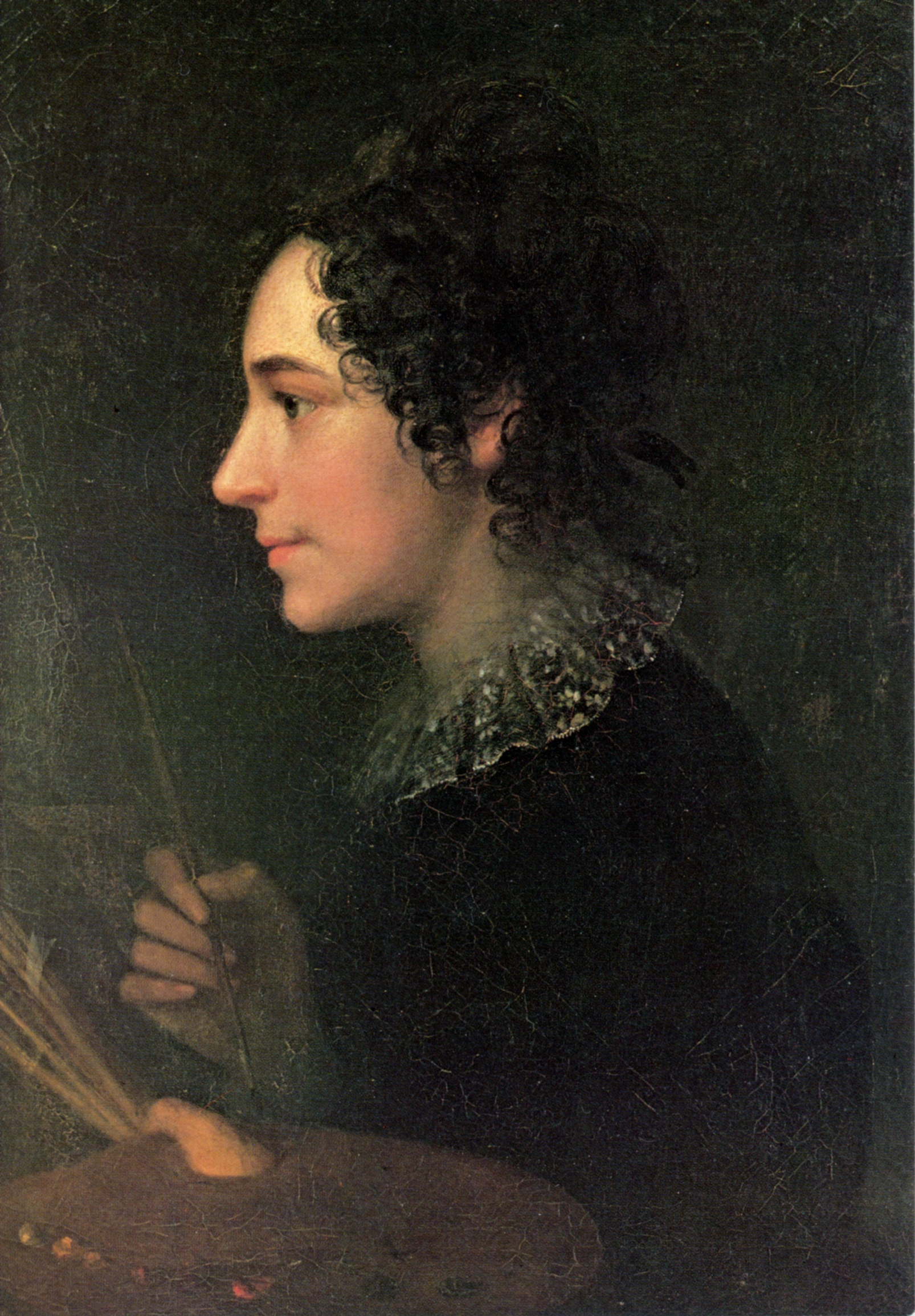
Zelfportret, 1819, Rosgarten Museum, Konstanz

Anna Marie (Marie) Ellenrieder (Konstanz, 20 maart 1791 - aldaar, 5 juni 1863) was een Duits kunstschilderes, bekend om haar portretten en in de stijl van de Nazareners geschilderde religieuze werken.

## Leven en werk
Ellenrieder was de dochter van een klokkenmaker en van moederszijde kleindochter van de barok-schilder Franz Ludwig Hermann. Ze kreeg schilderles van miniatuurschilder Joseph Einsle, werd in 1813 als eerste vrouw toegelaten op de Kunstacademie van München en richtte zich aanvankelijk vooral op de portretschilderkunst. Als zodanig had ze snel succes en kreeg opdrachten van vooraanstaande personen, zoals van Karel Egon II van Fürstenberg.
Van 1822 tot 1824 verbleef Ellenrieder in Rome, waar ze leerling werd van Nazarener Friedrich Overbeck. Vervolgens schakelde ze over naar religieuze onderwerpen, ook in de stijl van de Nazareners.
Na haar terugkeer naar Duitsland werd ze een tijd lang hofschilderes bij Lodewijk I van Baden. In 1843 schilderde ze er een bekend geworden portret van Groothertogin Sophie en haar kinderen.
Vanaf 1840 trok Ellenrieder zich steeds meer uit het openbare leven terug. Ze reisde nog wel een keer naar Rome, kreeg nog een prestigieuze opdracht van koningin Victoria voor twee religieuze werken, maar zou verder niet zo veel nieuwe werken meer maken.
Ellenrieder overleed in 1863, op 72-jarige leeftijd, in haar geboorteplaats Konstanz.

## Religieuze werken

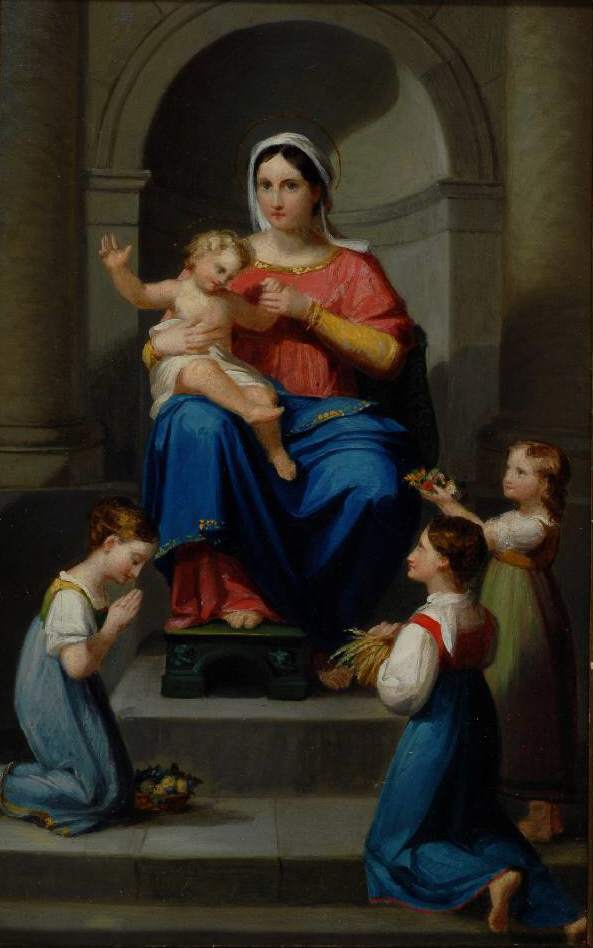
Maria mit dem Jesusknaben, 1822
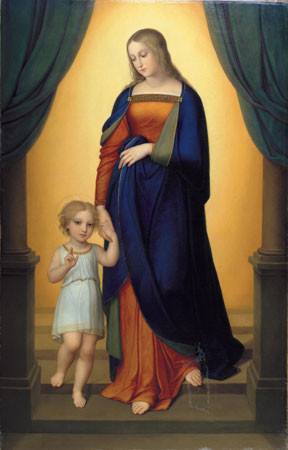
Maria mit dem Jesusknaben an der Hand, 1824, Staatliche Kunsthalle Karlsruhe
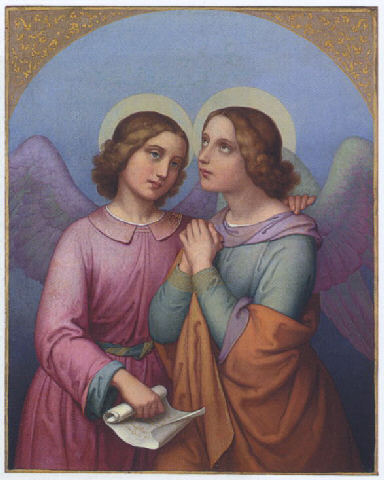
Zwei betender Engel, ca. 1825
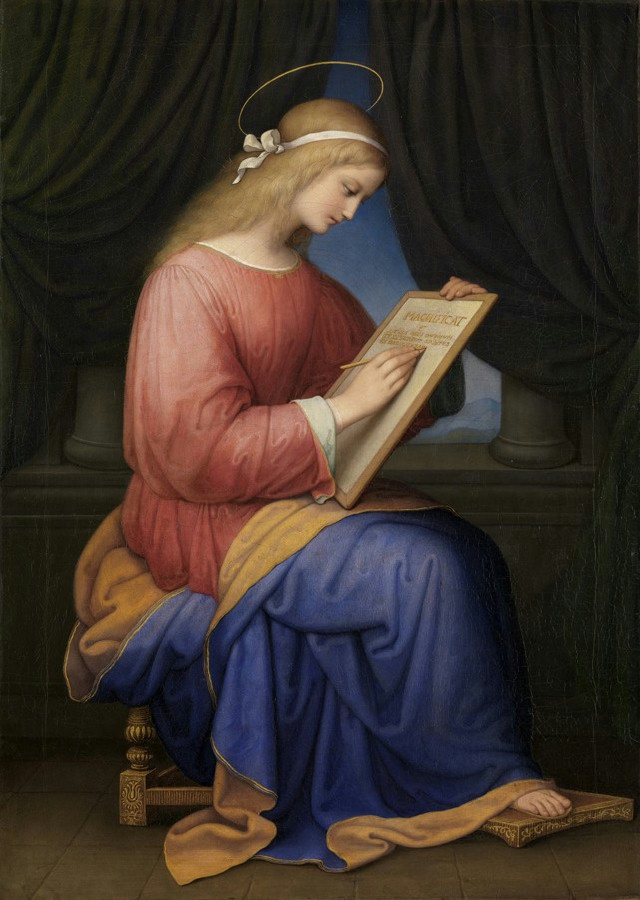
Maria schreibt das Magnificat, 1833, Staatliche Kunsthalle, Karlsruhe
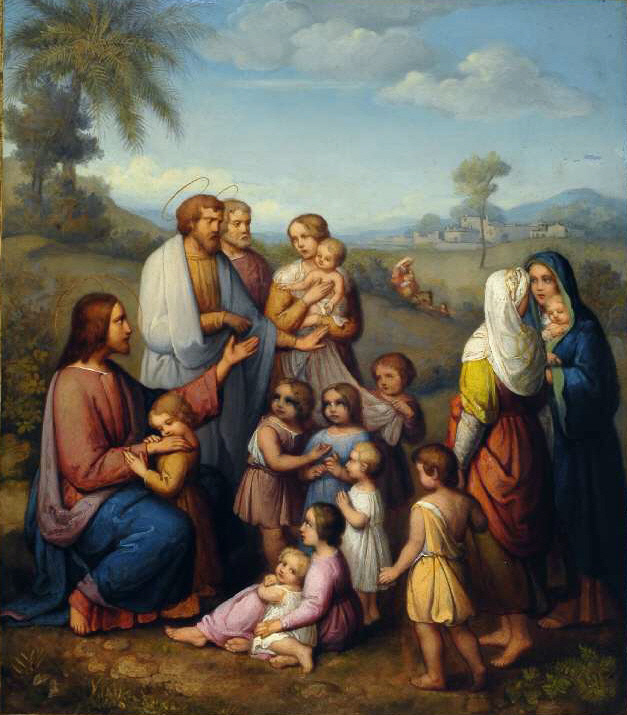
Jesus von Kindern umgeben, 1839

## Portretten

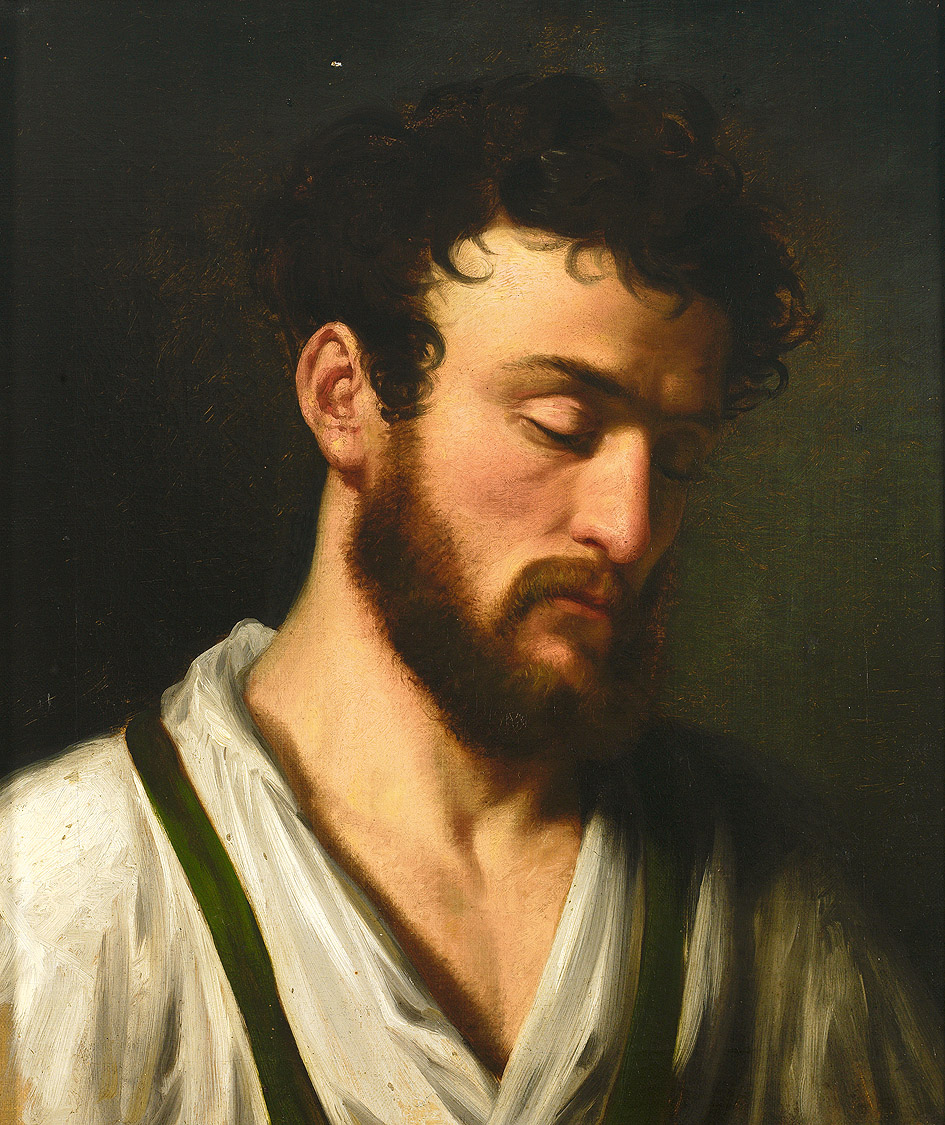
Portrait eines bärtigen jungen Mannes, 1817
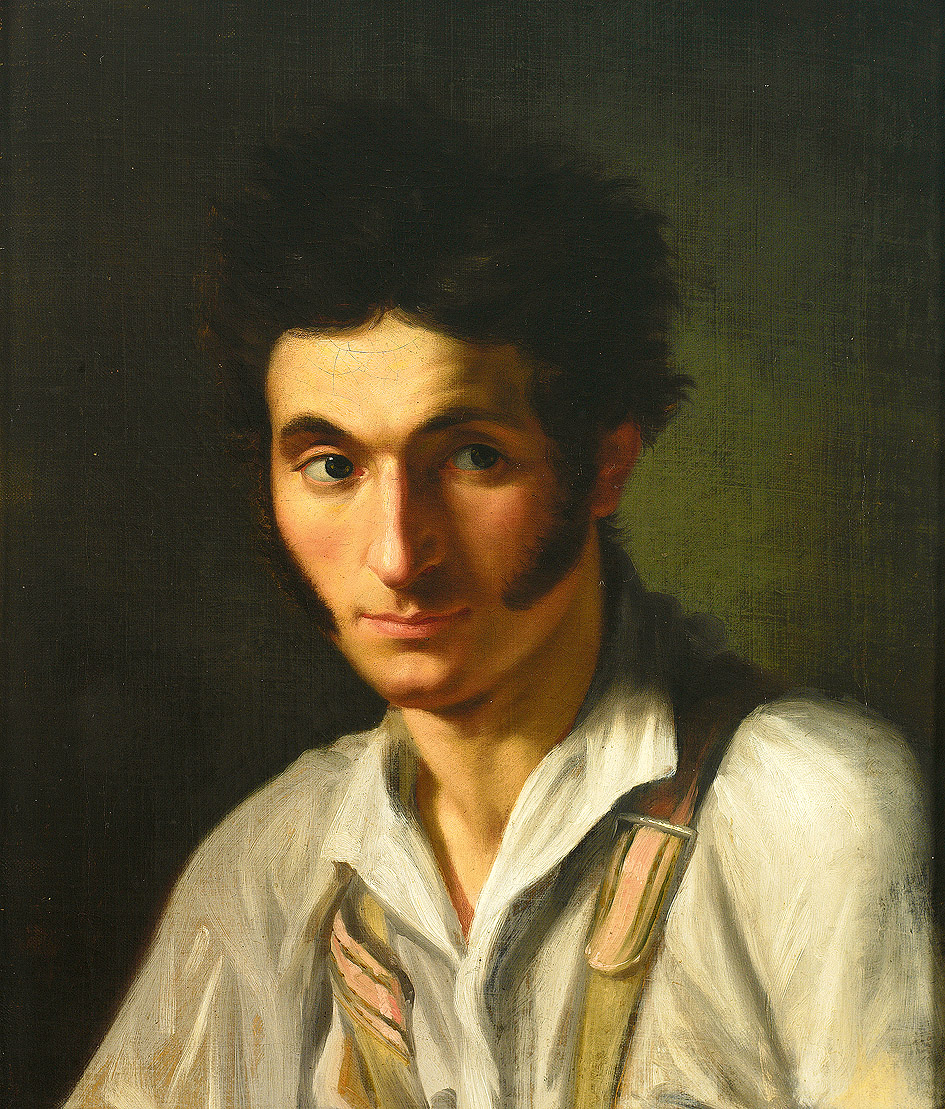
Portrait eines jungen Mannes, 1817
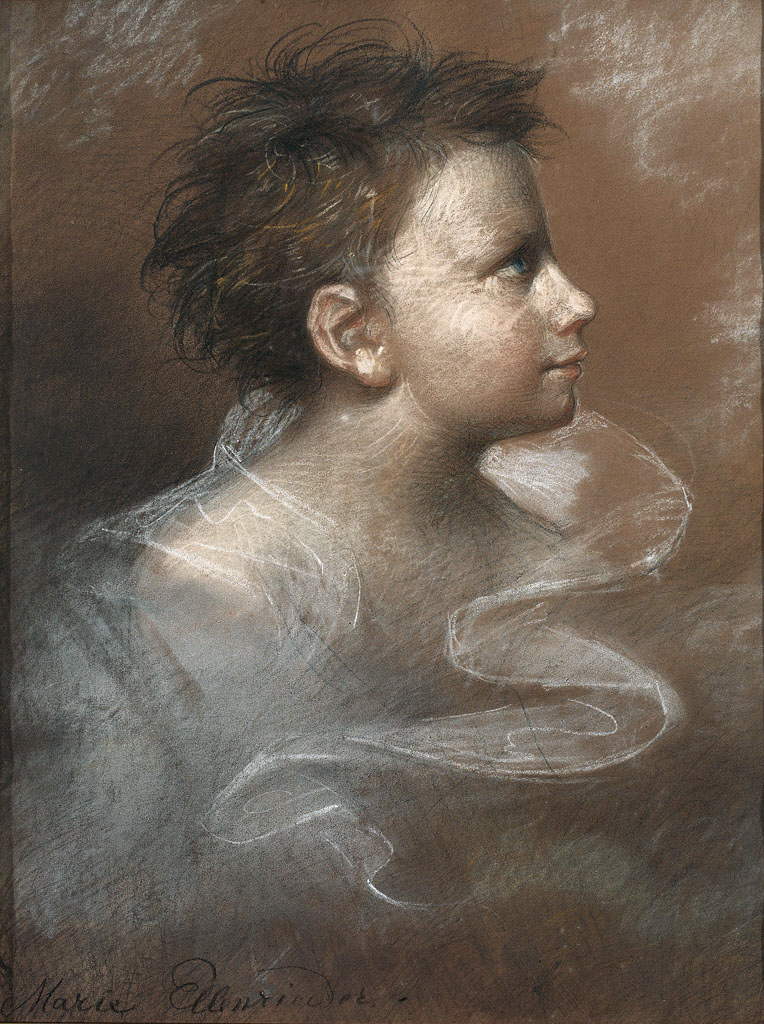
Portrait eines Knaben, 1819
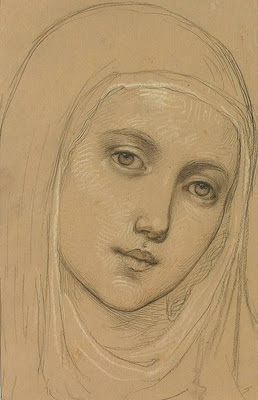
Portrait eines Nonnes (zelfportret), ca. 1822
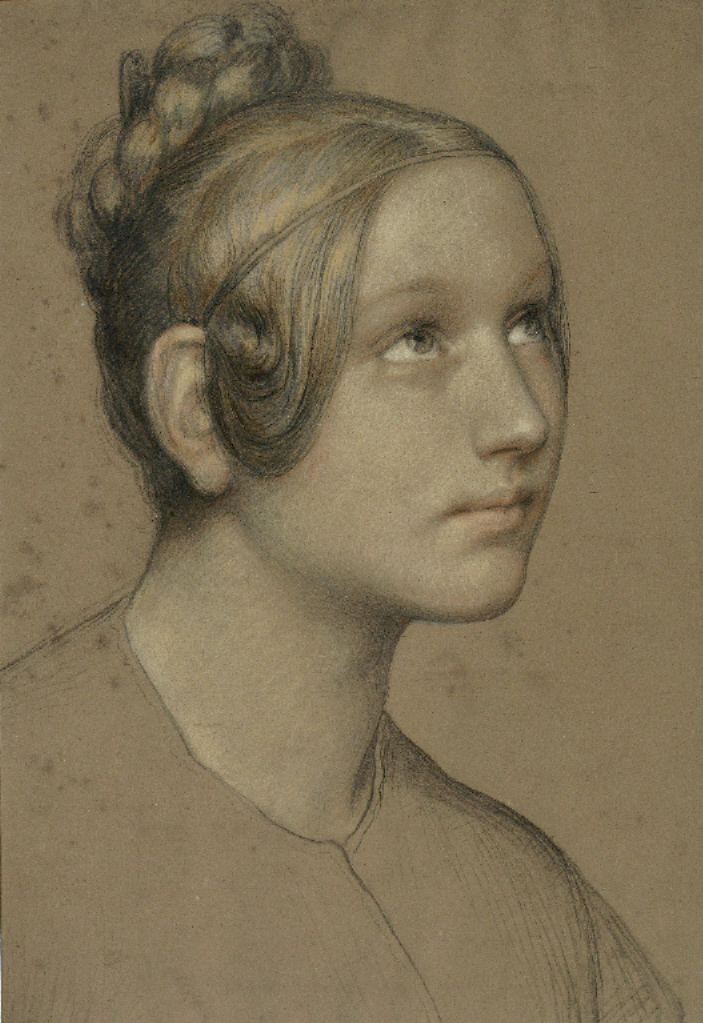
Portrait der Maria Hutter, 1863